# Mustapha Mahmoud
Mustapha Kamal Mahmoud Husayn (arabe : مصطفى كمال محمود حسين) est Chest Diseases Doctor, un penseur, écrivain et médecin égyptien né à Shibin El Kom le  25 décembre 1921.

## Biographie
Son père est mort en 1939 après des années de paralysie. Mustapha a étudié la médecine et a obtenu son diplôme en 1953, puis il s'est mis à l'écriture et la recherche en 1960.

## Publications
- (2001) Du doute à la foi [1]
- (1998) Dialogue avec un ami athée [2]
- (1975) Le plus grand secret

## Programme télévisé
- La science et la foi (arabe : العلم والإيمان)

## Vie privée
Il se marie en 1961 puis divorce en 1973. De ce premier mariage naissent deux enfants : Amal et Adham.  Il se remarie en 1983 mais finit par divorcer une nouvelle fois en 1987.

## Honneur
L'astéroïde (296753) Mustafamahmoud a été nommé en son honneur.